# كاثوليكية ليبرالية

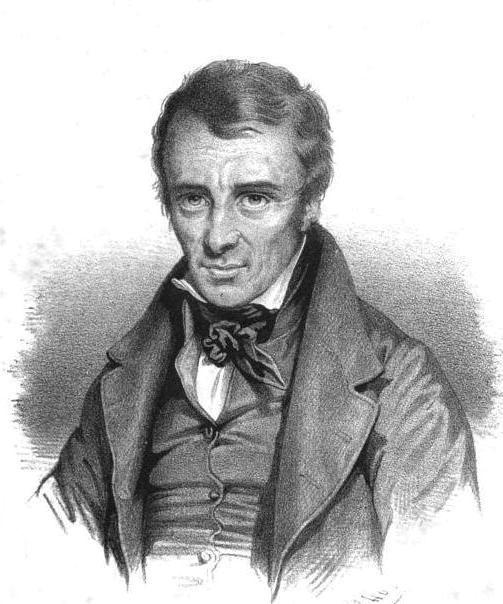

تمثل الكاثوليكية الليبرالية تيار الفكر داخل الكنيسة الكاثوليكية. وكانت مؤثرة في القرن التاسع عشر والنصف الأول من القرن العشرين، وخاصةً في فرنسا. عُرِفت إلى حد كبير لدى المنظرين السياسيين الفرنسيين مثل فليستيه دي لامنيه وهنري لاكوردير وتشارلز فوربس رينيه دي مونتالمبرت الذين تأثروا جزئيًا بحركة معاصرة مماثلة في بلجيكا.
تميزت الكاثوليكية الليبرالية عن الحركة اللاهوتية المعاصرة للحداثة نظرًا لطبيعتها السياسية في الغالب. تختلف أيضًا عن موقف الكاثوليكيين الذين يوصفون بأنهم «تقدميون» أو «ليبراليون».

## التعريف
عُرِفت الكاثوليكية الليبرالية أنها «في جوهرها سلوك بين الكاثوليك المُخلصين لتمجيد الحرية كقيمة أساسية والاستفادة من هذه النتائج في الحياة الاجتماعية والسياسية والدينية، والسعي إلى التوفيق بين المبادئ التي تأسست عليها فرنسا المسيحية وتلك المستمدة من الثورة الفرنسية». استخدِمت هذه العبارة لوصف التيارات الفكرية والعملية التي نشأت في أعقاب إعادة تشكيل نابليون لأوروبا، واستعادة الحكومة الملكية التقليدية.

## نبذة تاريخية

### بلجيكا
تبنى المؤتمر الوطني لبلجيكا، وهو التحالف بين الكاثوليك والليبراليين العلمانيين على أساس الحقوق والحريات المعترف بها بشكل متبادل، في عام 1831 دستورًا يكرس العديد من الحريات التي نادت الكاثوليكية الليبرالية من أجلها. يملك عمود الكونغرس في بروكسل في قاعدته، الذي شيّد على شرف المؤتمر، أربعة تماثيل برونزية تمثل الحريات الأساسية الأربعة المنصوص عليها في الدستور: الحرية الدينية، وحرية التنظيم، وحرية التعليم، وحرية الصحافة. تتجلى هذه الحريات الأربع أيضًا في أسماء الشوارع الأربعة التي تؤدي إلى ساحة الحرية في بروكسل: شارع الدين، وشارع التنظيم، وشارع التعليم، وشارع الصحافة. اعتمد الدستور جميع مقترحات لامنيه تقريبًا لفصل الكنيسة عن الدولة، ومنح الكنيسة الكاثوليكية الاستقلال في التعيينات الكنسية والأنشطة العامة، والإشراف شبه الكامل على التعليم الكاثوليكي.
يشير جاي. بّي. تي بيري إلى أن لامنيه ورفاقه وجدوا إلهامًا في حركة كاثوليكية ليبرالية بلجيكية متمركزة في ميشيلين (بلدة بلجيكية) ويقودها إنغلبرت سترككس النائب الأسقفي العام لرئيس الأساقفة دي ميان. انفصلت بلجيكا الكاثوليكية إلى حد كبير عن هولندا في عام 1830 وأنشأت مملكة دستورية. وجد سترككس، الذي أصبح رئيسًا للأساقفة في عام 1832، وسيلةً ليس فقط للانسجام مع الدستور الليبرالي الجديد، ولكن لتوسيع الكنيسة تحت الحريات الجديدة المكفولة.
ألقى مونتالمبرت خطابين طويلين عن الليبرالية الكاثوليكية، يتضمنان «كنيسة حرة في دولة حرة»، في مؤتمر كاثوليكي شهير في ميشيلين، في بلجيكا عام 1863.

### فرنسا
بدأت الحركة الكاثوليكية الليبرالية في فرنسا من قِبل فليستيه دي لامنيه وبدعم من وهنري لاكوردير وتشارلز فوربس رينيه دي مونتالمبرت وأسقف بيربينيا أوليمب فيليب غربت، في حين نشأت حركة موازية في بلجيكا، بقيادة رئيس أساقفة ميشيلين فرانسوا أنطوان ماري قسطنطين دي ميان ودي بوريو، ونائبه العام إنغلبرت سترككس.
أسس لامنيه صحيفة لامي دو لوغدو (التي بشرت بصحيفة لافينير اليومية)، وصدر العدد الأول منها في 16 أكتوبر 1830، تحت شعار «الله والحرية». كانت الصحيفة ديمقراطية بقوة، وتطالب بحقوق الإدارة المحلية، والاقتراع الموسع، وفصل الكنيسة عن الدولة، وحرية الضمير العالمية، وحرية التعليم، وحرية التجمع، وحرية الصحافة. كان من الواجب انتقاد أساليب العبادة أو تحسينها أو إلغاء الخضوع المطلق للروحانية، وليس للسلطة الدنيوية.
في 7 ديسمبر 1830، صاغ المحررون مطالبهم على النحو التالي:
نطالب أولًا بحرية الضمير أو حرية الدين العالمي الكامل، دون تمييز أو امتياز/ ونتيجة لذلك، فيما يخصنا، نحن الكاثوليك، نريد الفصل التام بين الكنيسة والدولة ... هذا الفصل ضروري، دونه لن يكون هناك أي حرية دينية للكاثوليك، يعني ضمنًا إلى حد ما، إلغاء الميزانية الكنسية، ومن جهةٍ أخرى ندرك تمامًا أن لرجال الدين استقلالًا مطلقًا في النظام الروحي ... ومثلما أنه لا يمكن وجود شيء ديني اليوم في السياسة، يجب ألا يوجد شيء سياسي في الدين.
نطالب ثانيًا بحرية التعليم باعتباره حقًا طبيعيًا، وبالتالي نقول: الحرية الأولى للأسرة، لأنه لا وجود للحرية الدينية وحرية التعبير دون حرية الأسرة.
أسس لامنيه بمساعدة مونتالمبرت الوكالة العامة للدفاع عن الحرية الدينية، والتي أصبحت منظمة بعيدة الأثر مع وكلاء في جميع أنحاء فرنسا الذين راقبوا انتهاكات الحرية الدينية. نتيجةً لذلك، كانت مهنة الدورية مهنةُ مضطربةً وعارض الأساقفة المحافظون انتشارها. ردًا على ذلك، علق لامنيه ومونتالمبرت ولاكوردير عملهم، وفي نوفمبر عام 1831 انطلقوا إلى روما للحصول على موافقة البابا غريغوري السادس عشر. حذر كويلين رئيس أساقفة باريس لامنيه بأنه غير واقعي ويُنظر إليه على أنه ديماغوجي لصالح الثورة. تجاهل لامنيه كويلين باعتباره غاليكاني (مذهب ديني).
على الرغم من الضغوط التي مارستها الحكومة الفرنسية والتسلسل الهرمي الفرنسي، فضل البابا غريغوري السادس عشر عدم طرح قضية رسمية في هذا الشأن. بعد كثيرٍ من المعارضة، كسبوا حضور الجمهور في 15 مارس 1832 بشرط عدم ذكر آرائهم السياسية. بدا الاجتماع وديًا وهادئًا. ضغط الأمير مترنيش، الذي ضمنت قواته النمساوية استقرار الدول البابوية، على الإدانة. كان مستشارو البابا مقتنعين بأنه إذا لم يقل شيئًا، سيعتبر أنه لا يعارض آراء لامنيه. أصدرت نشرة «ميراري فوس» في أغسطس التالي، منتقدةً آراء لامنيه دون ذكره بالاسم.
وبعد ذلك أعلن لامنيه ورفاقه أنهم لن يستأنفوا نشر صحيفة لافينير احترامًا للبابا، وحلوا الوكالة العامة. سرعان ما نأى لامنيه نفسه عن الكنيسة الكاثوليكية، والتي كانت بمثابة ضربة لمصداقية الحركة الكاثوليكية الليبرالية، وخفف الآخران من لهجتهما، لكنهما واصلا حملتهما من أجل حرية التعليم الديني وحرية التجمع.
توافقت وجهات نظرهم مع إغناز فون دولينغير فيما يتعلق بالتوفيق بين الكنيسة الكاثوليكية الرومانية ومبادئ المجتمع الحديث (الليبرالية)، مما أثار كثيرًا من الشكوك في دوائر مؤيدة لسلطة البابا المطلقة، وخاصة المهيمن عليها من قبل اليسوعيين. في عام 1832 زار لامنيه وصديقاه مونتالمبرت ولاكوردير ألمانيا، وكسبوا قدرًا كبيرًا من التعاطف في محاولاتهم الرامية إلى تعديل موقف الروم الكاثوليك إزاء المشاكل الحديثة والمبادئ السياسية الليبرالية.
في إيطاليا في القرن التاسع عشر، كان للحركة الكاثوليكية الليبرالية تأثير دائم إذ أنهت ارتباط الاستقلال الوطني المثالي بثورة مناهضة لرجال الدين.